# Clement Davies
Clement Davies (Llanfyllin, 1884–1962) fue un político liberal británico. De origen galés, fue líder del Partido Liberal entre 1945 y 1956. A pesar de los malos resultados electorales de la formación en las elecciones generales de 1950, en 1951 Winston Churchill le ofreció la cartera de Educación, pero Davies terminó rechazando la oferta.